# Jadimulya (Gunungjati)
Jadimulya is een bestuurslaag in het regentschap Cirebon van de provincie West-Java, Indonesië. Jadimulya telt 6702 inwoners (volkstelling 2010).